# Mount Holly Cemetery
Mount Holly Cemetery är en centralt belägen begravningsplats i Arkansas huvudstad Little Rock, i stadsdelen Quapaw Quarter. Begravningsplatsens smeknamn är "Westminster Abbey of Arkansas".
Mount Holly Cemetery grundades år 1843 som kommunal begravningsplats. År 1877 grundade en grupp affärsmän missnöjda med den kommunala skötseln en kommitté som sedan tog hand om begravningsplatsen fram till år 1915. Sedan dess ansvarar Mount Holly Cemetery Association för skötseln. Den grundades av en grupp kvinnor som var missnöjda med hur den ursprungliga kommittén hade hand om området. Flera av stadens borgmästare, Arkansas guvernörer och domare i delstatens högsta domstol har blivit gravsatta där, liksom tre generaler i sydstatsarmén: Thomas James Churchill, James Fleming Fagan och Allison Nelson. Även överste John Edward Murray, som 21 år gammal stupade i slaget vid Atlanta, har ofta kallats general. Det förekom rapporter om att Murray hade blivit befordrad till brigadgeneral i samband med slaget vid Atlanta innan han dog, men något sådant officiellt beslut fattades aldrig. Murray begravdes i Georgia och hans kvarlevor flyttades år 1867 till Mount Holly Cemetery.